# Río Agüeira
El río Agüeira es un río del norte de la península ibérica de aproximadamente 43 km de longitud. Es fundamentalmente asturiano aunque su nacimiento, y sus primeros metros, se sitúan en el concejo lucense de Fonsagrada (Galicia).

## Curso
Recorre los concejos de Santa Eulalia de Oscos, San Martín de Oscos y Pesoz, haciendo durante diversos tramos de frontera natural entre ellos, y desembocando finalmente en el río Navia a la altura del embalse de Doiras.
A lo largo de su recorrido, recibe las aguas de diversos arroyos y pequeños ríos, entre los que destacan el río Ahio y el río Bercial.
Aparece descrito en el primer volumen del Diccionario geográfico-estadístico-histórico de España y sus posesiones de Ultramar de Pascual Madoz con las siguientes palabras:

AGUERA (augueira): r. en la prov. de Oviedo, nace en la Sierra de la Garganta junto al l. de Peñacova (ayunt. de Villanueva de Oscos). En su origen es un arroyo insignificante y toma el nombre de los pueblos por donde corre, hasta que llega á bañar á algunos que por ser ribereños y mas fértiles son conocidos en el pais por Augueira, de donde procede llamarse asi este r. Desaguan en él todos los de los concejos de S. Martin, Sta. Eulalia y Villanueva de Oscos, y recibe ademas algunos arroyos de varios, del de Buron, del part. jud. de Fuensagrada, prov. de Lugo. Despues de proporcionar el riego de parte de los citados concejos de Villanueva y Sta. Eulalia de Oscos, de Grandas de Salime y Pesor, se une al Navia mas abajo del l. de Pelorde. Describe en su curso una C algo cerrad de N. á E. y le cruzan diversos puentes: los de alguna consideracion son el de la Balina, Ferreira, la Coba, Ponsavadelle, Vitos, Soutullo, Pesor, Villarin y Pelorde, todos de madera y de mala construccion menos los de Ponsavadelle y Vitos: que son de piedra, de un solo arco bien construido y ambos sit. en el térm. de Vitos: el de Ponsavadelle es el mas notable por hallarse colocado sobre dos peñas elevadas y en un parage sombrio y triste. Tiene este r. buenas truchas, pocas anguilas, y algunos salmones; sus aguas detenidas al efecto, por medio de acequias, hacen mover dos martinetes, una herreria y 12 molinos harineros y proporciona el riego á bastante estension de terreno.
(Madoz, 1845, p. 133)

## Historia
En tiempos pasados, sus aguas sirvieron como fuente de energía para molinos y otras construcciones hidráulicas.
La empresa Saltos del Navia, C.B., gestora del embalse de Salime, intentó la construcción de un embalse sobre el Agüeira, el embalse de Suarna. Sin embargo, el proyecto no fructificó debido a la fuerte oposición de los vecinos de la zona, y fue finalmente rechazado en 2012 por el ministerio de Medio Ambiente por su grave impacto ambiental en el municipio de Ibias, en Asturias, y en los de Fonsagrada y Navia de Suarna, en Galicia.

## Fauna
La trucha es una especie habitual del río Agüeira.